# Glaucium pulchrum
Glaucium pulchrum là một loài thực vật có hoa trong họ Anh túc. Loài này được Stapf mô tả khoa học đầu tiên năm 1886.